# História natural da doença
A história natural da doença refere-se a uma descrição da progressão ininterrupta de uma doença em um indivíduo desde o momento da exposição aos agentes causais até a recuperação ou a morte. O conhecimento da história natural da doença ocupa juntamente com o controle das doenças. “História natural da doença” é um dos principais elementos da  epidemiologia descritiva.

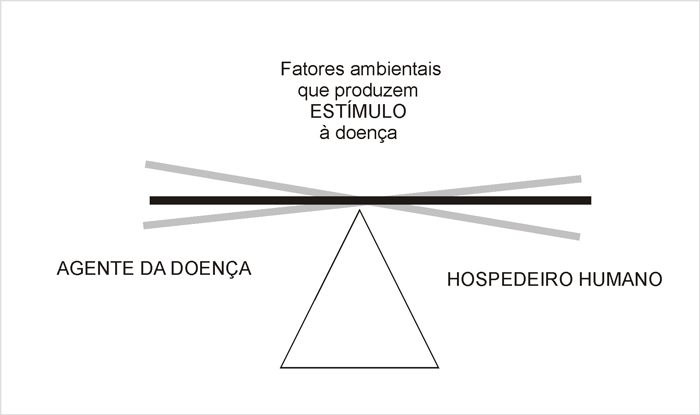
Estrutura epidemiológica é uma representação sistêmica dos elementos envolvidos no processo saúde - doença, os fatores relacionados ao agente etiológico, ao (humano) susceptível e ao ambiente que atua como o fulcro de uma balança favorecendo a manifestação patológica do agente ou resistência à doença.

Os estudos epidemiológicos descritivos ou não-experimentais (observacionais), nesse caso, concentram-se na coleta e arranjo sistemático das três classes de fatores gerais (descritivos como indica a classificação) do processo saúde-doença: o agente, o hospedeiro e o ambiente, em seus aspectos quantitativos. Um dos aspectos práticos da utilização da estrutura epidemiológica de descrição das doenças é a possibilidade da prevenção, mesmo quando a patogênese da doença ainda não é compreendida. A vertente patológica da análise da história natural da doença limitam-se ao que se passa no organismo vivo.
O vocábulo natural tem a conotação de progresso sem a intervenção do homem, que pode modificar o curso da doença por medidas preventivas e curativas. Segundo Leavel & Clark  "a profunda compreensão da história natural e da prevenção de doenças, defeitos ou invalidez no homem, exige um conhecimento das condições naturais e específicas em que tais distúrbios aparecem e persistem, assim como das circunstâncias e condições em que elas não ocorrem". 
Esses autores desde a década de 60 (1965) já distinguiam os níveis de aplicação da medicina preventiva, no então denominado período de pré patogênese, como “promoção da saúde” e “proteção específica”, o que caracteriza a prevenção primária. Distinguindo também ações passíveis de serem realizadas pela “administração de saúde pública” dos profissionais privados (clínico geral ou especialista em algum ramo da medicina)  e ressaltando como é tênue a linha divisória entre tais áreas de atuação, objeto de franca discussão em certas épocas e mesmo naqueles dias.

## Subdivisões e intervenções possíveis
Para muitos autores incluindo Leavell & Clark é possível identificar distintos momentos da “história natural das doenças” orientando-se pela vertente epidemiológica desse conceito, ou seja, não se limitando às considerações fisiopatológicas ou anatamo-clínicas da descrição das patologias. Do ponto de vista epidemiológico pode-se distinguir  4 fases de evolução, associados por sua vez à distintos níveis de prevenção por ações de saúde:
- Fase inicial ou de susceptibilidade. – é o período que antecede às manifestações clínicas das doenças. Somente conhecido por associação de possíveis fatores causais às posteriores manifestações clínicas ou epidemiológicas das distintas patologias, considerados a partir de sua confirmação como  “fatores de risco”. Os sanitaristas ou administradores de saúde preconizam diversas medidas preventivas conhecidas como atenção primária a exemplo da:  quarentena, higiene pessoal,  vacinação, recomendação para utilização de  equipamentos de proteção individual nos ambientes de trabalho, etc.

Observe-se que nesse período de pré – patogênese deve-se distinguir as medidas de proteção específica a exemplo das acima citadas das que podem ser consideradas como de “promoção da saúde”.  Lefevre & Lefevre  assinalam que desde a clássica formulação de Leavell & Clark (1965) 1976,  a “Promoção de Saúde” vem sendo entendida como um subconjunto da Prevenção, ou, mais precisamente, como o nível (o mais básico, abrangente e inespecífico) de Prevenção, envolvendo condutas individuais como alimentar-se bem, fazer exercícios, não fumar, ou ações de governo ou de Estado como implantação de redes de saneamento básico, construção de escolas, melhora de transportes coletivos etc. (Lefevre & Lefevre o.c.) 
- Fase patológica pré-clínica –  Nessa fase, do ponto de vista clínico, a doença ainda está no estágio de ausência de sintomatologia, embora o organismo já apresente alterações patológicas (Pereira, 2005 o.c.).  Almeida Filho (o.c.) observa que o período pré-patogênico da história natural epidemiológica, segundo Leavell & Clark (1976) é a própria evolução das inter-relações dinâmicas envolvendo os condicionantes sócio – econômicos, ecológicos e as condições intrínsecas do sujeito até o estabelecimento de uma configuração de fatores que sejam propícios à instalação da doença. As tecnologias de rastreio (screening) tipo teste do pezinho, os exames periódicos de saúde e a procura de casos, por agentes da vigilância epidemiológica, entre indivíduos que mantiveram contacto com portadores de doenças transmissíveis são exemplos adequados de intervenções de diagnóstico precoce ou prevenção secundária.

- Fase clínica – Ainda no período da patogênese da história natural das doenças a fase de manifestação clínica corresponde  à expressão patognomônica em diferentes estágios de dano. As medidas profiláticas nessa fase são também denominadas prevenção secundária e correspondem ao tratamento adequado para interromper o processo mórbido e evitar futuras complicações e sequelas.  A garantia do acesso de toda a população aos serviços de saúde em tempo hábil ainda é um dos grandes desafios de saúde pública proposto aos dirigentes governamentais.

- Fase de incapacidade residual – Na vertente patológica da concepção da evolução clínica essa fase corresponde à adaptação ao meio ambiente como as sequelas produzidas pela doença e/ou ao controle (estabilização) das manifestações clínicas das doenças crônicas.  A prestação de serviços de reabilitação em nível hospitalar ou ambulatorial para re-educação e treinamento a fim de possibilitar a utilização máxima das capacidades restantes, a fabricação e distribuição de órteses e próteses, utilização de asilos, a terapia ocupacional e a reabilitação psicossocial são exemplos de prevenção terciária.

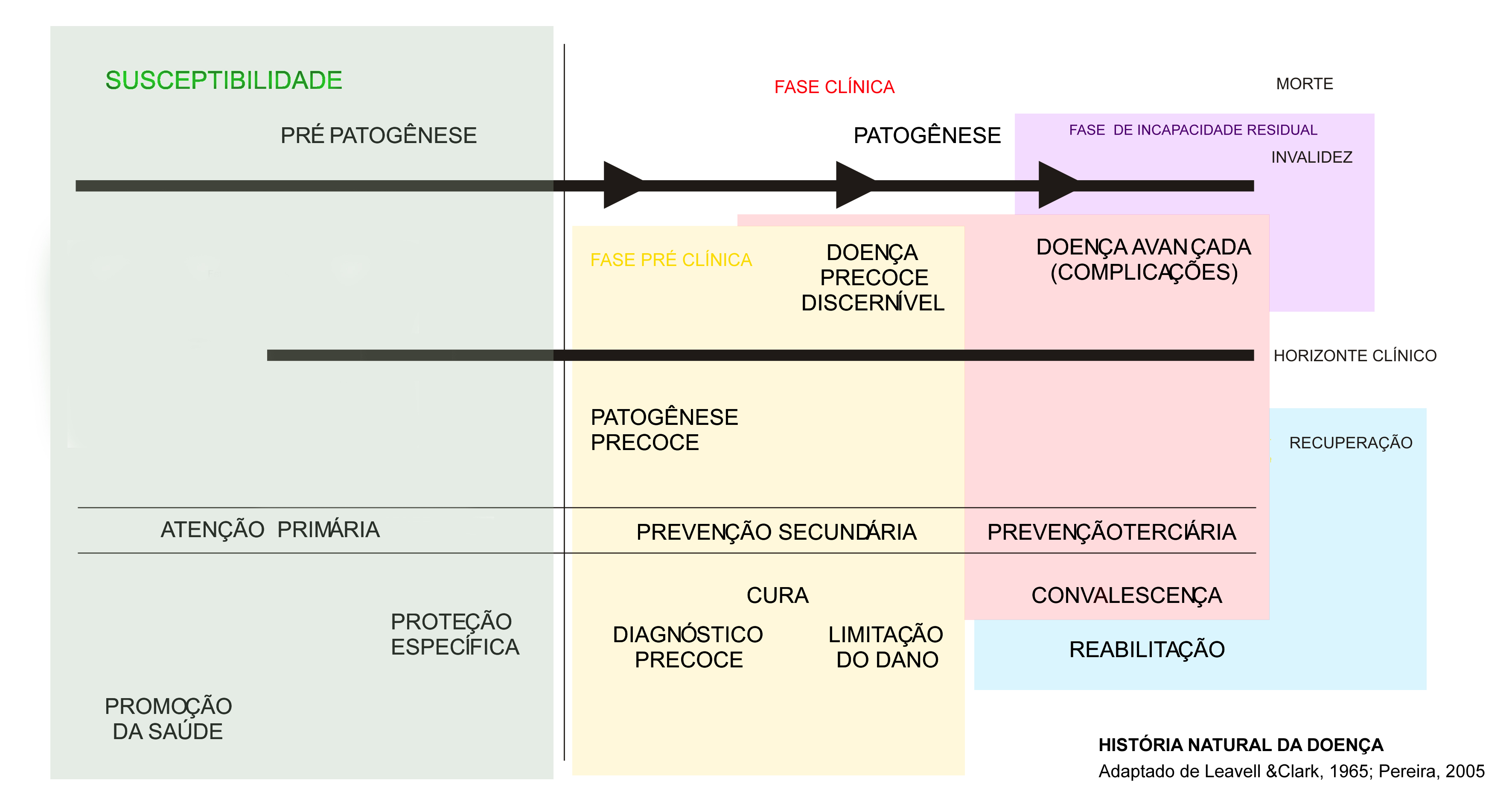
História natural da doença em quatro fases de “evolução” três níveis de prevenção

## Evolução do conceito
A concepção apresentada por Leavel & Clark, segundo eles mesmos, se fundamentou na proposição apresentada por C.E.A. Winslow (1877 –1957), professor de Saúde Pública da Universidade de Yale em 1920, para quem saúde pública é:
…a ciência e a arte de evitar doenças, prolongar a vida e desenvolver a saúde física mental e a eficiência, através de esforços organizados da comunidade para o saneamento do meio ambiente, o controle de infecções na comunidade, a organização de serviços médicos e paramédicos para o diagnóstico precoce e o tratamento preventivo de doenças, e o aperfeiçoamento da máquina social que irá assegurar a cada indivíduo dentro da comunidade, um padrão de vida adequado à manutenção da saúde.
Ora como observou Paim  no comentário sobre a Tese de Sergio Arouca a delimitação conceitual da medicina preventiva que se sustenta na concepção do que antecede ou precede a doença permite ver esta como uma “filha” da higiene, com distintos momentos históricos de concepções sobre a educação e prática médica, relativamente precisos, porém incapazes de realizar as mudanças identificadas. Incapazes, segundo os referidos autores face à contraposição desta à saúde pública e à medicina social que se assenta na luta política ideológica contra a intervenção do Estado na saúde (via Serviço Nacional de Saúde de natureza pública) e contra as transformações sociais necessárias para superar o "ciclo da pobreza e da doença" na condução das populações à uma real melhoria das condições de vida e níveis de saúde.
O desenvolvimento da noção de história natural da doença portanto relaciona-se com a concepção dos distintos níveis de atenção primária destacando-se ações de promoção da saúde e proteção específica bem como com as modernas concepções de responsabilidade do Estado ou seja de que cada governo tem o dever de proteger a saúde do povo que ele governa que orientara a criação da Organização Mundial da saúde em 1946 
Tanto as noções de promoção como de proteção específica vem se desenvolvendo cada vez mais em nossos dias, como alternativa aos elevados custos da assistência médica curativa e sobretudo hospitalar.  Sobre os fatores de promoção pode-se assinalar as sucessivas contribuições à noção de sistema de saúde desenvolvidos a partir da Primeira Conferência Internacional Sobre Promoção da Saúde realizada em novembro de 1986 em Ottawa, Canadá  especialmente no âmbito do que se denomina vigilância em saúde. Quanto a proteção específica podem ser destacadas as tecnologias de screening (rastreio) do tipo “teste do pezinho às consequentes tecnologias advindas do projeto genoma, a medicina preditiva, cuja ética de aplicação de forma ao benefício individual e coletivo ainda não se definiu. 